# Piercia fumitacta
Piercia fumitacta là một loài bướm đêm trong họ Geometridae.